# 圖申諾站
圖申諾站（羅馬化：Tushinskaya）是莫斯科地鐵塔甘卡－紅普列斯尼亞線的一個車站，開通於1975年12月30日。圖申諾站是莫斯科地鐵最繁忙的車站之一，1999年平均每日客流量約111,000人。

## 外部連結
- metro.ru （页面存档备份，存于）
- mymetro.ru
- KartaMetro.info – Station location and exits on Moscow map (English/Russian)